# Refugi Costabona
El refugi de Costabona és un refugi de muntanya dins el municipi de Setcases (Ripollès) a 2.171,2 m d'altitud i situat sota el vessant sud del pic de Costabona prop del Clot de la font de Fra Joan.

## Història
El 12 d'octubre de 1958 s'arranjà definitivament una antiga mina com a refugi bivac fins que el 27 d'octubre de 1968 s'inaugurà l'edificació actual, de nova planta, degut a les filtracions d'aigua de la mina. El desembre del 2000 una forta tempesta de torb, que provocà diversos morts a la zona, va fer destrosses notables dins i fora del refugi. Aquest fet, va fer que l'octubre del 2001 s'arrangés de nou tant el sostre com bona part del mobiliari interior.

## Accessos
Les poblacions més properes són Setcases i Espinavell i, per accedir-hi a peu, des de qualsevol dels dos pobles calen 3 hores, 4 hores des del refugi d'Ulldeter, 4 hores des del refugi de Pla Guillem i 5:30 hores des del refugi de Marialles. El refugi de la Portella de Rojà és a poc més d'una hora de camí.
En vehicle, és possible acostar-s'hi tot prenent la pista forestal, apta per a tota mena de vehicles, que uneix Setcases i Espinavell fins a la collada Fonda, i d'allà, en poc més de 45 minuts, fins al refugi.

## Equipaments
El refugi Costabona és propietat de la Federació d'Entitats Excursionistes de Catalunya però no està guardat. Té una capacitat per a 18 persones, repartides en tres nivells de lliteres amb matalassos i flassades i lloc per cuinar. En principi, compta amb electricitat (generada per una placa solar) i connexió per ràdio amb els serveis d'emergència, però sovint aquesta instrumentació no funciona, tot i que l'edifici es troba net i en perfecte estat de conservació. Al costat del refugi hi ha una font que ve canalitzada des de la Font de Fra Joan.
Aquest aixopluc s'aixeca dalt d'una mena de balconada, fet que li permet tenir en dies clars una vista extraordinària que abasta des del Golf de Roses fins a les muntanyes del circ d'Ulldeter, passant per totes les serres i planes de les contrades nord-gironines.

## Ascensions i travessies
Cim del Costabona (2.465 m), Pic de la Llosa (2.484 m), Roca Colom (2.506,5 m), Bastiments (2.881 m) i travesses de muntanya vers el massís del Canigó.